# Metaphidius aterrimus
Metaphidius aterrimus är en stekelart som först beskrevs av Josef Fahringer 1935.  Metaphidius aterrimus ingår i släktet Metaphidius och familjen bracksteklar. Inga underarter finns listade i Catalogue of Life.